# Nicola Serra (politico)
Nicola Serra (Cosenza, 24 maggio 1867 – Cosenza, 22 aprile 1950) è stato un avvocato, politico e antifascista italiano.
Laureato in giurisprudenza a Napoli si dedica alla professione di avvocato nella sua città, e al contempo si interessa alla vita politica locale. Viene eletto deputato nel 1913 e nel 1921; nella sua seconda legislatura Luigi Facta lo nomina sottosegretario alla marina nel suo primo e secondo governo, gli ultimi prima dell'avvento di Mussolini. Con l'avvento del fascismo si ritira dalla vita politica per dedicarsi completamente all'attività professionale. Cultore di studi umanistici nei primi anni del ventennio presiede l'accademia cosentina. Alla caduta del fascismo viene acclamato dai cosentini, e confermato dalla superiore autorità, commissario della provincia di Cosenza per la ricostruzione.